# النادي الرياضي بمكثر
النادي الرياضي بمكثر هو فريق كرة قدم تونسي من مدينة مكثر نشط في موسم 2011-2012 في الرابطة التونسية الثالثة لكرة القدم بمجموعة الشمال.

## وصلات خارجية
- الموقع الرسمي للجامعة التونسية لكرة القدم